# Duinworteluil
De duinworteluil (Agrotis ripae) is een nachtvlinder uit de familie van de uilen, de Noctuidae.

## Beschrijving
De voorvleugellengte bedraagt tussen de 14 en 18 millimeter. De grondkleur van de voorvleugels is zandkleurig, soms wat grijziger. De achtervleugel is wit.

## Waardplanten
De duinworteluil gebruikt allerlei halofyte planten als waardplanten, bijvoorbeeld zeeraket, stekend loogkruid schorrenkruid of gewone zoutmelde. De rups is te vinden van september tot maart. De soort overwintert als rups.

## Voorkomen
De soort komt voor van de westkust van Noord-Afrika tot de Noordzee- en Oostzeekusten, noordelijk begrensd door het zuiden van Scandinavië.

### In Nederland en België
De duinworteluil is in Nederland en België een zeer zeldzame soort, die in de duinen, op het strand en soms langs de grote rivieren kan worden gezien. De vlinder kent één generatie die vliegt van halverwege mei tot in augustus.